# Ґетит
Ґетит, ґьотит (рос. гетит; англ. goethite, acicular iron ore; нім. Goethit m) — мінерал класу оксидів та гідроксидів. Гідроксид заліза ланцюжкової будови.

## Етимологія та історія
Названо на честь німецького поета і природодослідника Йоганна Вольфганга фон Гете (1749-1832).
Німецький мінералог Йоганн Георг Ленц (1748—1832) вперше використав термін ґетит у 1806 році для позначення мінералу, названого на честь німецького поета (і гірничого чиновника) Йоганна Вольфганга фон Гете. Це відбулося за посередництвом німецького гірничого чиновника і колекціонера мінералів Людвіга Вільгельма Крамера і за пропозицією пастора Генріха Адольфа Ахенбаха (1765—1819) та шахтаря Йоганна Даніеля Енгельса (1761—1828), обидва з Зігена, які запропонували назву мінералу гетеніт. Німецький філолог, письменник, бібліотекар у Веймарі Фрідріх Вільгельм Рімер (1774—1845), змусив Йоганна Георга Ленца змінити назву мінералу на ґетит.

## Загальний опис
Хімічна формула: FeOOH.
Теоретичний склад: 89,86 % Fe2О3, або 62,86 % Fe і 10,14 % Н2О. Практично вміст заліза нижчий, а води вищий. Різновиди, збагачені водою з вмістом Fe2О3 менше 85 %, називають гідроґетит.
Домішки: в бокситах Al, Si, Ti, Mn, Са і інш.; в зонах окиснення рудних родовищ — Cu, Pb, Zn, Cd, Ag, Au; в корах вивітрювання на основних і ультраосновних породах Ni, Co, V, Сг. Різновид ґетиту з підвищеним вмістом P2O5 (до 2 % і більше) — стильпносидерит.
Сингонія ромбічна. Густина 4-4,4. Твердість 5-5,5. Чорно-бурого, червоно-бурого, жовтого кольору. Блиск алмазний до напівметалічного. Риса бура з червонуватим відтінком.
Залізна руда. Входить до складу бурих залізняків.
Звичайний продукт вивітрювання, отриманий з численних залізовмісних мінералів у середовищі, насиченому киснем; важливий компонент руди вивітрюваних родовищ заліза. Також утворюється як первинний осад у гідротермальних, морських і болотних середовищах при окисненні залізовмісних компонентів води.
Асоціації: лепідокрокіт, гематит, пірит, сидерит, піролюзит, манганіт, багато інших залізо- і марганецьвмісних видів.
Зустрічається у натічних ниркоподібних або сталактитових формах радіальноволокнистої будови, також утворює щільні, пористі, ніздрюваті та порошкуваті агрегати. Дуже рідко спостерігається як гідротермальний мінерал у вигляді голчастих і стовпчастих мінералів.
Поширення: Земля Північний Рейн-Вестфалія, Гессен — Німеччина; Пршибрам, Чехія; Корнуолл, Англія; муніципалітет Шаяк (департамент Ендр), а також департамент Ендр і Луара, Франція. У США знайдений в штатах Колорадо, в районі Верхнього озера, яке омиває на півночі канадську провінцію Онтаріо та американський штат Міннесота, на півдні — штати Вісконсин і Мічиган.
В Україні є в Керченському залізорудному басейні та в Криворізькому залізорудному родовищі. Цінна осадова руда заліза (руда болотна) в Лотарингії (Франція) і Ноб-Лейк (Канада).

## Різновиди
Розрізняють:
- гетит волокнистий (волокниста відміна ґетиту);
- α-гетит (ґетит);
- γ-гетит (лепідокрокіт).